# Mohammed Badie
Mohammed Badie (Mahalla el-Kubra, 7 augustus 1943) is een Egyptisch politicus en sinds 2010 het hoofd van de Moslimbroederschap.

## Biografie
Mohammed Badie studeerde als dierenarts af aan de Universiteit van Caïro in 1965 en werd aangesteld als lector van de universiteit. Reeds in 1959 maakte hij deel uit van de moslimbroederschap en in 1965 werd hij gearresteerd samen met Said Qutb. Badie werd veroordeeld tot 15 jaar cel waarvan hij er negen effectief uitdeed. In 1974 kwam hij vrij en keerde terug naar de universiteit. Hij bleef als dierenarts en politicus actief en werd in beide takken invloedrijk. In 2010 werd hij het hoofd van de moslimbroederschap.

## Arrestatie en proces
In 2013 werd Badie samen met de Egyptische president Morsi gearresteerd nadat er een militaire coup werd gepleegd tegen hen. In augustus 2013 begon het proces tegen hem waarbij hij beschuldigd werd van doodslag bij de protesten tegen het moslimbroederschap in 2013. In 2014 werd hij veroordeeld tot de doodstraf en in 2015 werd deze straf nogmaals herhaald.